# وينفريد بامبريك
وينفريد بامبريك (بالإنجليزية: Winifred Bambrick)‏‏ (21 فبراير 1892 في أوتاوا - 11 أبريل 1969"Winifred Bambrick". مؤرشف من الأصل في 2019-04-12. اطلع عليه بتاريخ 2015-12-10. في مونتريال) موسيقية، وروائية من كندا.